# Себерень
Себерень, Себерені (рум. Săbăreni) — комуна у повіті Джурджу в Румунії. До складу комуни входить єдине село Себерень.
Комуна розташована на відстані 18 км на північний захід від Бухареста, 67 км на північ від Джурджу, 129 км на південь від Брашова.

## Населення
У 2009 року у комуні проживали 2579 осіб.

## Зовнішні посилання
- Дані про комуну Себерень на сайті Ghidul Primăriilor